# Ngen-ko
Ngen-ko (a veces escrito ñenco) son Ngen, dioses o dueños de las aguas, pertenecientes a la mitología mapuche.

## Descripción
Los Mapuches distinguen a varios Ngen-ko, espíritu dueño del agua. Se le asocia con lugares acuosos y húmedos acompañados de una abundante vegetación silvestre. Ellos residen en las aguas limpias en movimiento de vertientes, manantiales, ojos de agua, pozos, arroyos, canales, ríos, lagunas, lagos y mares. Allí crían peces. Cuando se dejó el agua en la tierra; en esa agua venía los ngen-ko como dueño de ellas. Ejerce el control de las aguas y lluvias, velando por su flujo continuo y su acción fertilizadora de la tierra, y cuidada por el ngen-ko, el agua tiene vida corriendo siempre sin detenerse. Ngen-ko habla y canta cuando el agua tiene mucho raudal. No obstante, ngen-ko requiere que sus aguas estén siempre acompañadas de vegetación silvestre. Si ésta es eliminada, el espíritu del agua se muda a otro lugar frondoso. 
Ellos tienen poder para transformarse en animal, gente, piedra o tronco de agua. Se le identifica con apariciones zoomórficas, antropomórficas o fitomórficas. Suele presentarse como un mamífero —toro, vaca, vaquilla, caballo, oveja, cerdo o perro—, pero también como un sapo o sirena sumpall. También suele aparecer como una pareja de seres humanos (hombre-mujer) eternamente jóvenes que corretean y juegan en las aguas. Sus colores simbólicos son el azul del agua, el blanco de su espuma y el verde de las algas, matorrales y aguas profundas, donde reside. A los Ngen-ko también reciben nombres específicos según el tipo agua que cuidan; existiendo.
Ngen-lafkén, espíritu dueño del lago o mar. En este caso, olanante mapuche se aproxima a una vertiente para calmar su sed, se produce un diálogo respetuoso entre él y el espíritu del agua, primero solicitando su permiso para tomar agua y luego agradeciendo lo recibido. Si se está fuera del ámbito de la propia reducción, opera entonces el principio de reciprocidad, es necesario arrojar al agua algunos granos de trigo, migas de pan o monedas.
Los Sumpall serían considerados como un subtipo de ngen-ko, ya que aunque tienen un origen diferente, también cumplirían las funciones de guardianes de las aguas.

## Ñencos conocidos
- Millalobo dios del mar
- Pincoya hija mayor de Millalobo, diosa marina de la fertilidad
- Pincoy dios administrador de los mares, junto con su padre, segundo hijo de Millalobo, esposo de Pincoya.
- Sumpall, hija menor de Millalobo, diosa de los peces y ríos, madre de los sumpales y esposa de Wenteyao
- Cuchivilo, espíritu de los océanos